# Сигулдский замок
Си́гулдский замок (латыш. Siguldas viduslaiku pils — Сигулдский средневековый замок), в средние века известный как замок Зегевольд — один из средневековых замков в Сигулде (Латвия), построенный на раннем этапе покорения прибалтийских земель крестоносцами. Строительные работы по воздвижению замка были начаты по распоряжению первого магистра Ордена меченосцев Винно фон Рорбаха в 1207 году на территории одного из бывших ливских поселений на берегу реки Гауи.

## Ранний этап истории
Замок, воздвигнутый сразу после судьбоносной победы, которую одержало войско меченосцев над отрядами местного сопротивления (под предводительством авторитетного ливского старейшины Ако), наряду с Венденским замком представлял собой один из наиболее укреплённых форпостов немецкого владычества в Ливонии. В честь одержанной победы местность получила название «Зегевальд» (в переводе с немецкого «Лес побед») — это название сохраняется за городом вплоть до настоящего времени (трансформировавшись на латышский манер в Сигулду). Сразу после этого был произведён раздел ливонских земель между двумя новоиспечёнными феодальными сеньорами: Ордену меченосцев, у истоков которого стоит брат епископа Альберта Теодорих, достались обширные территории на левобережье Гауи, а епископ рижский довольствовался примерно одной третью (в сравнении с орденскими двумя третями), которая включала в себя участок правобережья Гауи.
Замок строился с 1207 по 1209 год. Первое упоминание о существовании замка датируется 1210 годом, однако первое документальное упоминание о мощной крепости относится к 1226 году. По существу именно до этого года велось строительство замка, которое представляло собой весьма изнурительный и трудоёмкий процесс. Этот замок считается первым орденским замком за пределами стратегического центра опоры немецких крестоносцев-завоевателей — Риги. Он располагался на участке, который находился между долиной реки Гауи и двух оврагов, а с четвёртой стороны его защищал ров глубиной в 18 метров. Максимальная высота склона (со стороны реки) достигает 56 метров, в то время как со стороны Гауенской улицы (Гауяс) высота склона достигает 42 метров.
Замок состоял из двух форбургов, его окружали крепкие защитные стены с двумя биргфридами, или сторожевыми башнями, которые входили в состав каждого средневекового замкового комплекса. Тем не менее его строительство шло постепенно — сперва были воздвигнуты неотъемлемые атрибуты любого замкового сооружения — крепостная стена и главный корпус, стены которого достигали 3 метров в толщину. Под центральным корпусом был обустроен погреб-арсенал с параметрами 10 на 9 с половиной метров. К началу XIV века по распоряжению магистра Герхарда фон Йорка были построены ещё несколько мощных корпусов. Капелла была открыта в это же время на втором этаже одного из новых корпусов. В следующем веке в замке были оборудованы бойницы для стрельбы из огнестрельного оружия, изобретённого как раз в это время.

## Период междоусобиц
Согласно Рифмованной хронике Генриха Ливонского, замок постоянно подвергался нападениям военных отрядов местных народностей, не прекращавших попыток свергнуть чужеземное иго. В 1211 году в устье реки Гауи со стороны острова Эзель (ныне Сааремаа) вошли корабли с воинами епископа — через некоторое время замок Зегевольдского комтура был впервые осаждён, при этом эсты-всадники, призванные Сааремаа-Викским епископом, активно участвовали в осаде, помогая войску соперника меченосцев по экспансии в Ливонии. Тогда осада смешанного воинства не увенчалась успехом, и осаждавшие отложили реализацию своих устремлений до лучших времён.
В 1212 году в крае вспыхнуло восстание ливов из Сатеселе, в результате которого восставшими была предпринята попытка захватить прекрасно укреплённый Зегевольдский замок, однако и тогда орденский наместник успешно подавил беспорядки, сохранив крепость. Тогда опорным пунктом сопротивлявшихся стал замок в Аутине, принадлежавший смелому правителю этой земли, Русиньшу. Смешанное ливо-вендо-латгальское войско восставших не смогло вовремя сконцентрировать свои силы для борьбы с участниками крестового похода на балто-славянские земли и потерпело сокрушительное поражение.
В 1224 или 1225 году в замке побывал мастер тонких дипломатических интриг Вильгельм Моденский, легат папы Римского Гонория III, который желал добиться перемирия между орденом в лице магистра Фолквина фон Винтерштедта и епископом Альбертом, формально преследовавшими схожие цели. Тогда временный компромисс удалось всё же найти, что поспособствовало сплочению сил завоевателей и упрочению их контроля над главными водными и сухопутными торговыми путями Ливонии.
После разгрома ордена Меченосцев в битве при Сауле 22 сентября 1236 года (отмечается как день народного единства балтов) замок меняет владельцев, однако всё остаётся по-прежнему, поскольку новый сюзерен, Ливонский орден, мало чем отличался от прежнего, Ордена меченосцев.
Сперва замок считался резиденцией главного орденского судьи (фогта), затем ответственность за его содержание взял на себя командор (комтур), традиционный военный чин руководителя замковой администрации в орденской иерархии. До наших дней дошли имена одиннадцати командоров Зегевольдской крепости, которые несли вахту в замке в периоды с 1239 до 1432 года и с 1560 до 1562 года.

## Захват великим князем Ольгердом
В 1345 году замок впервые был захвачен. В роли первопроходца выступил молодой правитель Великого княжества Литовского Ольгерд, и сделал он это в первый год своего правления, весьма богатого на военные предприятия. Он выступил в поход на Зегевольд, получив послание от одного из ливских вождей, предложившего ему земельные приобретения взамен на ликвидацию нестерпимого орденского режима. После успешного осуществления операции Ольгерд, согласно данным, приведённым в хронике, велел отрубить голову советнику — статуя деревянного рыцаря до сих пор находится слева от ворот башни в память об этом историческом событии. Литовскому правителю же вскоре пришлось договариваться с новым магистром Гозвином фон Херике, и в результате переговоров был достигнут статус-кво.

## Превращение в резиденцию ландмаршала
В 1432 году укреплённый форпост в самом центре Зегевальда стал служить резиденцией главного орденского военачальника, или ландмаршала. Таким образом, вместо командора власть в замке начал осуществлять главнокомандующий орденскими войсками, что поспособствовало повышению статуса замка.

## В Ливонскую войну
Через полтора столетия в связи с началом ожесточённой борьбы за гегемонию в прибалтийских землях на раннем этапе Ливонской войны, начавшейся в 1558 году, в Сигулдском крае сменилась власть. Сперва в 1558 году, в первый год войны, войска русского царя Ивана Грозного прошли через Зегевальд и несколько повредили замковый комплекс. Затем в 1562 году в связи с ликвидацией Ливонского ордена после сокрушительного разгрома русскими войсками, Зегевальдский замок перешел в руки польского наместника. Край становится частью нового государственного образования — Задвинского герцогства, находившегося в официальном подчинении Речи Посполитой. Первым герцогом Задвинским стал последний магистр Ливонского ордена Готхард Кеттлер, перешедший в лютеранство по политическим соображениям.

## Шведский период
В ходе продолжительной шведско-польской войны (1600—1629 годы) замок подвергся сильнейшим разрушениям. В данном контексте примечательны результаты скрупулёзной ревизии, проведённой шведскими военными чиновниками в подчинённом крае в 1624 году — в ней было указано, что Зегевальдский замок уже является необитаемым и неприспособленным для обитания. Через короткое время, в 1627 году, шведский король Густав II Адольф передаёт замок и поселение вокруг него своему предприимчивому и инициативному фавориту Акселю Габриэлю Уксеншерне, который принялся за обустройство заброшенного форпоста. Уже во второй половине XVII века при Карле XI, провозгласившем себя абсолютным монархом, ограничив функции ригсдага в 1680 году, началась редукция (изъятие) земельных владений по всей территории шведской Ливонии, что привело к возвращению замка под эгиду шведской короны.

## Российская империя
В ходе ожесточённых боёв второй Северной войны много видавший на своём веку Зегевальдский замок был окончательно разрушен, после чего по никогда не восстанавливался в полном объёме.
Несмотря на это следующий значимый этап в его истории начался в период правления российской императрицы Анны Иоанновны, которая отблагодарила своего военачальника Петра Ласси, родом ирландца, земельным пожалованием — она даровала ему Зегевальдское имение вместе с почётным званием генерал-фельдмаршала в 1737 году после успешных военных действий в очередную русско-турецкую войну. Младшая сестра Петра Ласси Элеонора вышла замуж за другого ирландца на русской службе, деятеля екатерининских времён Юрия Юрьевича Броуна, принеся ему в приданое имение Зегевольд. Аналогичная ситуация позже приключилась в семье лифляндского генерал-губернатора Броуна — его дочь, которую тоже звали Элеонора, принесла в приданое Зегевольд своему жениху Михаилу фон Борху, немецко-итальянского происхождения. Свадьба состоялась 9 сентября 1783 года — тогда замок получил нового владельца. Элеонора овдовела в 1810 году, а уже перед своей смертью в 1844 году она завещала замок сыну Александру фон Борху, осуществившему некоторые строительные работы для укрепления и облагораживания замка.
В 1867 году по решению семьи владельцев в надвратную башню замка был вмурован родовой герб фон Борхов. До этого владельцы позаботились об основательном укреплении некогда монументального замкового комплекса. В это же время для укрепления интерьеров были отстроены две арки. Остатки этого замкового комплекса продолжали поражать воображение современников, вдохновляя таких популярных русских литераторов, как Александр Бестужев-Марлинский, работавших в стиле романтизма, предполагавшем обращение к образам средневековых замков Ливонии.

## Кропоткины
Во второй половине XIX века владелицей замка стала Ольга Александровна Кропоткина, урождённая графиня фон Борх, активно занимавшаяся меценатской деятельностью и выделившая сумму денег на восстановление и приведение в порядок зегевальдской лютеранской церкви Святого Варфоломея. В 1898 году её сын Николай Дмитриевич Кропоткин получил по наследству родовое имение фон Борхов, в том числе помимо населённого пункта Зегевольд ему переходит и замок. Молодой князь Николай Кропоткин в будущем станет действительным статским советником, в 1910 году получит придворный чин церемониймейстера, а в 1912 году станет вице-губернатором Лифляндии. Именно он стоит у истоков современного Зегевольда — одного из наиболее романтичных и привлекательных туристических центров Прибалтийских губерний, которому суждено будет стать одним из любимых мест поэтов-символистов и высокопоставленной публики из Санкт-Петербурга и Москвы. На следующий год после вступления во владение родовым поместьем (имеется в виду новый замок, отстроенный архитектором Менделем в 1879—1881 годы в эклектическом стиле) Кропоткина вписывают в матрикулы Лифляндского дворянства (он значится под 449 номером) — после этого молодой владелец получает право быть написанным с вожделенной приставкой «фон».

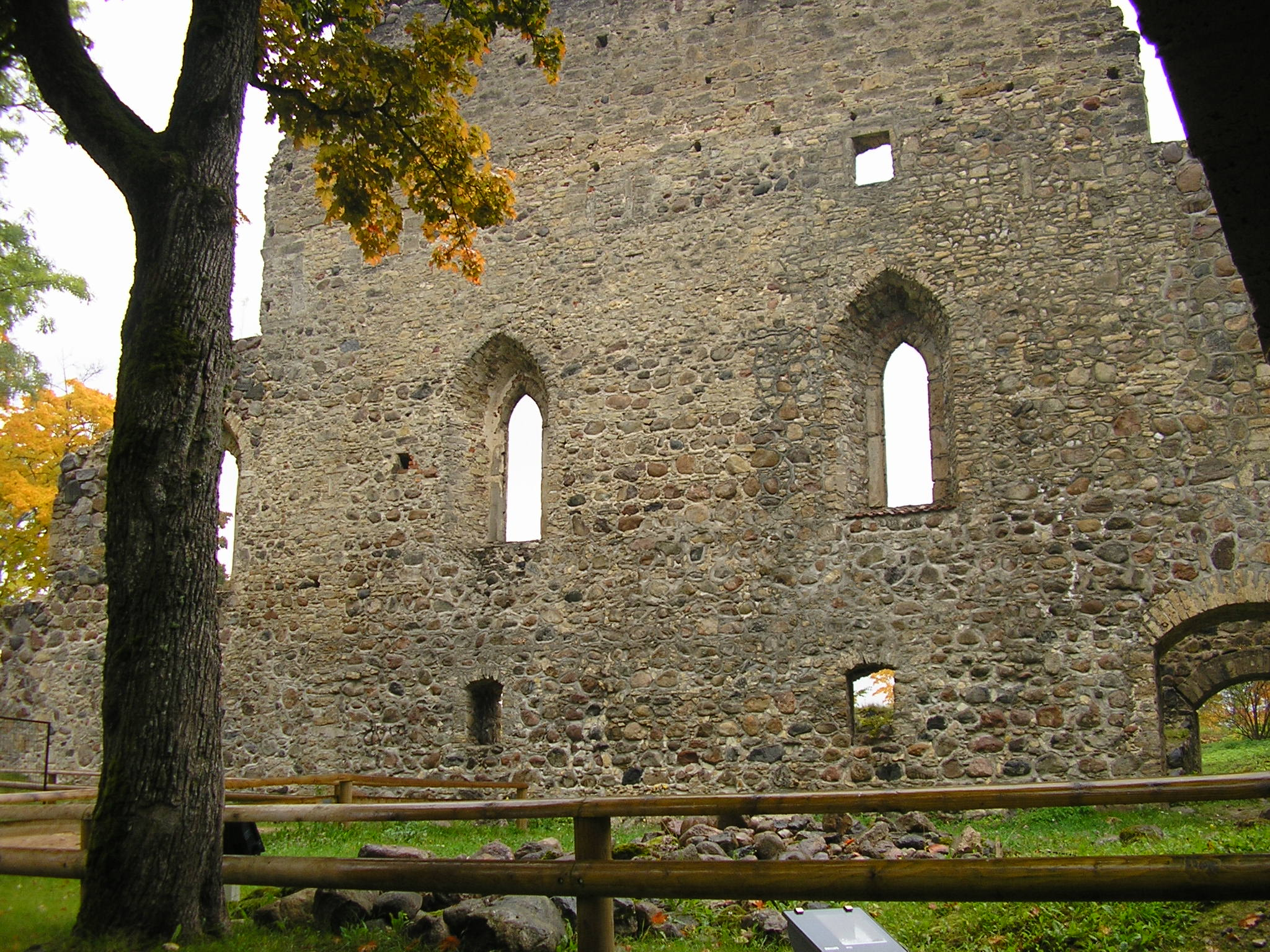
Руины замка

## Современное состояние
До наших дней от замка сохранилась монументальная надвратная башня, фрагменты стен замковой капеллы, которые выложены из грубо отёсанного известняка («белого камня») — в ней можно разглядеть своды и оконные проёмы, выполненные в стиле ранней готики. В капелле также во фрагментарном виде сохранились элементы отделки интерьеров (в частности, поддерживающие балки (консоли) сводов) и отдельные элементы оформления фасадов замка, например оригинальная крестообразная ниша, актуализирующая сакральный аспект, неизменно присутствующий в готической архитектуре. Сама башня, прямоугольная в плане, была воздвигнута около 1400 года во времена магистра Ливонского ордена Виллемара фон Брюггеноэ взамен предыдущей, не столь массивной и надёжной. В качестве строительного материала по старой  орденской традиции использовался грубо околотый тяжеловесный валун, который объективно считается самым прочным, стойким и безопасным материалом в сравнении со многими другими.
В 1970-х годах латвийский архитектор Татьяна Витола (в 1969—1971 годы занималась реставрацией усадьбы Хартманя совместно с Гунаром Янсоном для нужд Общества Охраны природы) провела фрагментарную реставрацию замкового комплекса в Сигулде по решению архитектурного бюро Латвийской ССР, после чего руины были законсервированы. В этот же период в замке была устроена известная сигулдская эстрада, где до нашего времени проводятся различные музыкальные мероприятия, собирающие большое количество зрителей не только из Латвии, но и из других стран.